# Sybra holoflavogrisea
Sybra holoflavogrisea är en skalbaggsart som beskrevs av Stefan von Breuning 1973. Sybra holoflavogrisea ingår i släktet Sybra och familjen långhorningar.
Artens utbredningsområde är Filippinerna. Inga underarter finns listade i Catalogue of Life.